# Justus Falckner
Justus Falckner, född 22 november 1672 i Tyskland, död 1723 var en psalmförfattare.
Han var fjärde son till den lutherska prästen Daniel Falckner i tyska Langenreinsdorf, kurfurstendömet Sachsen. År 1693 började han studera teologi på Universitetet i Halle. Han begav sig efter studierna till sin bror Daniel Falckner, som på uppdrag av holländska myndigheter 1701 sålde 40 km² lantegendom i Manatawny Creek i Pennsylvania till bland andra svensken Andreas Rudman och hans landsmän.
Falckner tog intryck av Rudman och övervägde nu att återinträder i kyrkan. Den 24 november 1703 prästvigdes Falckner i den svenska Gloria Dei (Old Swedes') kyrkan i Wicacoa i Philadelphia, han blev den förste luthersk-evangeliske präst som prästvigdes i USA. Falckners första placering blev hos nederländska bosättare i New Hanover och senare förflyttades han till de lutherska församlingarna i New York och Albany.

## Psalmer
- Guds soldater, rusta eder